# Madina, Gambia
Madina är en ort i Gambia. Den ligger i regionen Lower River, i den centrala delen av landet, 140 km öster om huvudstaden Banjul. Antalet invånare var 556 vid folkräkningen 2013.